# NetBoot
NetBootは、Mac OS X Serverのbootpdを利用する機能の一つで、Classic Mac OSやMac OS Xをネットワーク越し(HTTPS、AFP、NFS、マルチキャストASRが利用出来る)に起動出来る仕組み。クライアントのローカルHDDを利用しないディスクレスNetBootで運用することで、iMac以降のMacをシンクライアントとして運用することが出来た。また、通常運用のクライアントに対しては同様の仕組みを利用して、Mac OS Xやソフトウェアのネットワークインストールを行うことが出来る。
Appleがエンタプライズ / サーバ事業を行っていた時代（Mac OS X Server v10.6以前）、セキュリティ向上と運用・管理の負担軽減、UNIXであること等が評価された結果、東京大学、あおぞら銀行、神戸大学、など日本では世界的にも有数の規模（Xserve 数十台以上、iMac 千台以上）で運用されている巨大なNetBootシステムが複数あった。